# 882 до н. е.

## Події
Походи Ашурнасірапала ІІ, царя Ассирії на північ та північний захід, підкорення племен машкі та країни Наїрі.
Початок правління царя Саті-Рунтія (882-853 рр. до н. е.) у державі Мілід (теперішня Малатья в Туреччині).